# Bernhard Lippert (Diplomat)
Bernhard Gustav Lippert (* 7. Oktober 1904 in Salzburg; † 10. Oktober 1946 bei einem Autounfall) war ein deutscher Diplomat.

## Leben und Wirken
Lippert wurde 1904 in Salzburg als Sohn des österreichischen Hof- und Forstrates Adolf Lippert und seiner aus Bayern stammenden Ehefrau Meta Eleonore Sofie Lippert (geborene Röhm) geboren. Sein älterer Bruder war der Jurist Robert Lippert, sein jüngerer Bruder Otto Lippert. Ein Onkel Lipperts war der Politiker Ernst Röhm, ein Bruder seiner Mutter.
Nach dem Besuch des Gymnasiums in Salzburg (Matura 1923) studierte der protestantische Lippert von 1923 bis 1927 Ingenieurwesen an der Hochschule für Bodenkultur in Wien. Nach dem Ablegen der drei Staatsprüfungen arbeitete er von 1927 bis 1929 als Diplomingenieur in der Landwirtschaft. Vom 1. Oktober bis 31. Januar 1930 war er bei der Forstinspektion der niederösterreichischen Landesregierung in Wien tätig. Vom 14. Mai 1930 bis 31. Oktober 1933 war er Forstmeister im niederländischen Forstdienst in Soekaboemi auf Westjava.
Zum 1. Mai 1933 trat Lippert in die NSDAP ein (Mitgliedsnummer 1.595.192). Nach dem Erwerb der deutschen Staatsangehörigkeit wurde er am 8. Mai 1934 auf Vermittlung seines Onkels Ernst Röhm – als Stabschef der Sturmabteilung (SA), der nationalsozialistischen Parteiarmee, damals nach Hitler der zweitmächtigste Mann Deutschlands – in das Auswärtige Amt aufgenommen (Dienstantritt am 1. Juni 1934) und war dort zunächst im Rang eines Attachés in der Abteilung IV (Osteuropa, Skandinavien, Ostasien) beschäftigt. Ab dem 8. Mai war er kommissarisch am deutschen Konsulat in Genf tätig.
Am 30. Juni 1934 wurde Lippert von der Gestapo im Zuge der „Röhm-Affäre“ verhaftet und zwei Wochen lang in einem Konzentrationslager gefangengehalten. Hauptziel der nationalsozialistischen Säuberungsaktion war die Brechung der Machtstellung von Lipperts Onkel Röhm, den Hitler unter dem Vorwand, er habe einen Staatsstreich („Röhm-Putsch“) geplant, verhaften und erschießen ließ. Lippert war wohl aufgrund seiner engen Verwandtschaft und als Protegé Röhms von der Gestapo als potentieller Mitverschwörer eingestuft worden.
Lipperts Diplomatenkollegen Hans-Otto Meissner zufolge entkam dieser der Exekution, weil er im Unterschied zu vielen anderen damals verhafteten Personen nach seiner Arretierung gründlich verhört und nicht einfach ungehört vor ein Erschießungskommando gestellt worden war. Bei diesen Vernehmungen durch die Gestapo erwies sich Lipperts völlige Unkenntnis von irgendwelchen Putschplänen, nach einigen Tagen „Einschüchterungshaft“ wurde er wieder auf freien Fuß gesetzt.
Nach zwei weiteren Jahren im Auswärtigen Dienst – unter anderem von 1935 bis 1936 am deutschen Konsulat in Brüssel – legte Lippert am 24. Juni 1936 die Diplomatisch-Konsularische Prüfung ab. Ab dem 1. August 1936 amtierte er als deutscher Generalkonsul in New York. Am 4. Juli 1938 erhielt er den Titel eines Vizekonsuls. 
Nach der Schließung aller deutschen Konsularbehörden in den Vereinigten Staaten im Juni 1941 kehrte Lippert am 16. Juli 1941 zurück nach Deutschland. Offiziell war er ab dem 29. Juli 1941 in der politischen Abteilung des Auswärtigen Amtes in Berlin beschäftigt, trat aber diese Stellung Ende August 1941 an. Nun bearbeitete er hauptsächlich Aufgaben im Referat IX/Amerika, zuletzt in der Informationsstelle IXa (Nordamerikadienst des Auslandsinformationsdienstes). Am 22. Juni 1942 wurde er zum Legationsrat befördert. 
Zwischenzeitlich (1943/1944) gehörte Lippert der Wehrmacht an. Vom 30. Juli war er bis 6. Oktober 1944 als Gesandtschaftsrat an der Gesandtschaft in Tirana tätig, ab 15. November 1944 war er in der Politischen Abteilung des Auswärtigen Amtes beschäftigt (Referat IV B / Bulgarien, Rumänien, Serbien u. a.).
Im Dezember 1944 siedelte Lippert angesichts der zunehmenden Luftangriffe auf Salzburg mit seiner Familie nach Eugendorf bei Salzburg über. Nach dem Krieg ließ er sich offiziell am 18. Juni 1946 wieder in Salzburg in der Faberstraße 6 nieder.

## Ehe und Nachkommen
Am 20. August 1930 heiratete Lippert in Salzburg in erster Ehe die Münchenerin Charlotte Taege (* 1910). Am 10. Juni 1939 heiratete er in New York in zweiter Ehe die gebürtige Amerikanerin Luise Bernstorff (oder Aloisia Aman). Aus der Ehe ging eine Tochter, Diana Lippert (* 24. November 1940), hervor.